# Мальмерспак
Мальмерспа́к (фр. Malmerspach) — коммуна на северо-востоке Франции в регионе Гранд-Эст (бывший Эльзас — Шампань — Арденны — Лотарингия), департамент Верхний Рейн, округ Тан — Гебвиллер, кантон Серне. До марта 2015 года коммуна административно входила в состав упразднённого кантона Сент-Амарен (округ Тан).

## Географическое положение
Коммуна расположена на расстоянии около 370 км на восток от Парижа, в 100 км юго-западнее Страсбура и в 34 км северо-западнее Кольмара.
Площадь коммуны — 2,66 км², население — 529 человек (2006) с тенденцией к стабилизации: 522 человека (2012), плотность населения — 196,2 чел/км².

## Население
Численность населения коммуны в 2011 году составляла 522 человека, а в 2012 году — 522 человека.
| 1962 | 1968 | 1975 | 1982 | 1990 | 1999 | 2006 | 2007 | 2008 | 2011 | 2012 |
| ---- | ---- | ---- | ---- | ---- | ---- | ---- | ---- | ---- | ---- | ---- |
| 690  | 616  | 574  | 500  | 537  | 557  | 529  | 524  | 520  | 522  | 522  |

Динамика населения:

## Экономика
В 2010 году из 351 человек трудоспособного возраста (от 15 до 64 лет) 232 были экономически активными, 119 — неактивными (показатель активности 66,1 %, в 1999 году — 70,4 %). Из 232 активных трудоспособных жителей работало 193 человека (115 мужчин и 78 женщин), 39 числились безработными (18 мужчин и 21 женщина). Среди 119 трудоспособных неактивных граждан 24 были учениками либо студентами, 37 — пенсионерами, а ещё 58 — были неактивны в силу других причин.
На протяжении 2011 года в коммуне числилось 201 облагаемое налогом домохозяйство, в котором проживало 513,5 человек. При этом медиана доходов составила 19546 евро на одного налогоплательщика.

## Достопримечательности (фотогалерея)
- Церковь